# كوكب حفني ناصف
كوكب حفني ناصف، أول طبيبة جراحة مصرية.

## السيرة الذاتية
ولدت «كوكب حفني ناصف» في 20 أبريل 1905، ألحقها والدها بالمدرسة السنية، إلا أنها فُصِلَت منها في عام 1919، بعد مشاركتها وعدد من زميلاتها في مظاهرات الثورة ضد الاحتلال الإنجليزي، لكنها واصلت بعد ذلك تعليمها المدرسي في مدرسة «الحلمية»، حتى حصلت على منحة دراسية في لندن لدراسة الطب، وكانت من بين «خمس» مصريات فقط نلن هذه الفرصة في عام 1922، وكانت أبرزهن «هيلانة سيداروس».

تعلمت الجراحة على يد الدكتور «نجيب محفوظ»، وعملت في بداية مشوارها الطبي في مستشفى كيتشنر الإنجليزية «شبرا العام حاليًا»، وبعد أن أثبتت جدارتها تقلدت منصب «حكيمباشي» بعد أن كان قاصرًا على الإنجليزيات، ثم أول امرأة تنضم لعضوية نقابة الأطباء، واستمرت في ممارسة الطب لأكثر من ثلاثون عاماً إلى أن تقاعدت في عام 1965.

## أعمالها
- أول فتاة تمارس مهنة الطب في مصر.[4]
- أول فتاة تحوز منصب حكيمباشي عام 1962.[4]
- أول طبيبة نقابية مصرية في نقابة الأطباء.[4]
- أول طبيبة تجري عمليات الولادة القيصرية في مصر.[4]
- أسست أول مدرسة للتمريض في مصر.[5]

## تكريمات
كرمت من الرئيس السابق «محمد أنور السادات»، حيث حصلت على جائزة الدولة التقديرية في العلوم والفنون.

## الوفاة
توفيت عام 1999.